# شیلی بوچیر
شیلی بوچیر (انگلیسی: Chili Bouchier; ۱۲ سپتامبر ۱۹۰۹ – ۹ سپتامبر ۱۹۹۹) هنرپیشه اهل انگلستان بود.

## بخشی از فیلمشناسی
از فیلم‌ها یا برنامه‌های تلویزیونی که وی در آن نقش داشته‌است می‌توان به آثار زیر اشاره کرد.
- سحرگاه (1928)
- کارناوال (1931)
- کیف پول (1952)